# Wikariat Colmeias
Wikariat Colmeias − jeden z 9 wikariatów diecezji Leiria-Fátima, składający się z 10 parafii:
- Parafia Matki Bożej Ofiarowania w Albergaria dos Doze
- Parafia św. Eliasza w Carnide
- Parafia Matki Bożej Różańcowej z Fatimy w Cercal
- Parafia św. Michała w Colmeias
- Parafia św. Jana Chrzciciela w Espite
- Parafia Matki Bożej Obdarowującej w Matas
- Parafia św. Franciszka z Asyżu w Meirinhas
- Parafia Matki Bożej z Memória w Memória
- Parafia św. Szymona w São Simão de Litém
- Parafia Niepokalanego Poczęcia Najświętszej Maryi Panny w Vermoil